# Productions Via le Monde
Les Productions Via le Monde (ou simplement Via le Monde) est une société de production canadienne fondée le 28 décembre 1967 par Daniel Bertolino,,et François Floquet. Elle est aujourd'hui dirigée par Daniel Bertolino et Catherine Viau. Elle produit principalement des documentaires et des émissions pour la jeunesse.

## Histoire
Daniel Bertolino fonde Via le Monde à Montréal en 1967 avec François Floquet, après avoir réalisé un tour du monde documentaire pour la télévision française (série Caméra Stop). Dans les années 70, Via le Monde produit des séries documentaires pour Radio-Canada, s’intéressant principalement aux pays émergents et aux conditions de vie des peuples des forêts tropicales. A la fin des années 70, il entreprend une coproduction internationale impliquant des pays du Nord et du Sud sur le thème des contes et légendes du monde . Dans les années 80, Catherine Viau se joint à Daniel Bertolino et ils montent ensemble des séries documentaires en coproduction internationale, telles Le défi mondial ( The World Challenge, avec Peter Ustinov) ( Radio-Canada, Antenne 2), Points Chauds ( Télé-Québec et TF1) , L'incroyable univers des services secrets, du réalisateur Jean-Michel Charlier ( France 3, TQS), Santé du monde (Destination Santé) ( TVA, M6) . Via le monde produit aussi des séries de sujets courts ( Le journal de l'histoire, Olympica, De par le monde) . Les années 90 sont caractérisées par des  séries sur le développement durable ( Terre Comprise / Earth Spring, Agenda pour une petite planète, Si j’avais les ailes d’un ange / Gone with the Good) , avec le réalisateur Grégoire Viau. Quelques séries sont spécialement consacrées à l’Afrique ( Rêves d’Afrique et l’Afrique de toutes façons, avec Edgard Pisani). Dans les années 2000, la société Via le Monde produit quelques séries touristiques sur des pays (la France, l’Italie, la Grèce et plus récemment le Maroc, avec la série Marhaban Bikom ( TV5, SNRT)) ainsi qu’une série sur la gastronomie internationale ( Relais gourmands / Etapes gourmandes) , auxquelles collaborent également le réalisateur Grégoire Viau.
Via le Monde a aussi produit quelques unitaires sur la santé des femmes en Afrique avec des cinéastes indépendants au Rwanda ( Mères Courage, de Léo Kalinda) , en Ouganda et au Mali (Opération survie au Mali d’Erica Pomerance). En 2011, Via le Monde  produit De par le monde composée de 660 capsules et de 60 demi-heures avec la Chaine Historia. Daniel Bertolino a aussi signé un long métrage documentaire, Le grand héritage, sur les Sœurs de Saint-Anne. Puis Via le Monde entreprend un cycle sur le patrimoine religieux du Québec : Missionnaires, de Grégoire Viau ( SRC et RDI) , Un îlot pour la communauté, de Daniel Bertolino et Catherine Viau LA JOIE DES MIC, de Grégoire Viau, Oser un nouveau monde, de Daniel Bertolino, Le génie du lieu, de Daniel Bertolino. En 2016, Daniel Bertolino et Catherine Viau adaptent pour Radio-Canada le livre de l’Honorable Serge Joyal paru aux Editions Del Busso : Le mythe de Napoléon au Canada français. En 2017, Via le Monde produit le film de Grégoire Viau, Le Cameroun à l'heure de Boko Haram ( Radio-Canada et RDI).